# Hội An
Hội An és una ciutat a la costa del Mar de la Xina Meridional a la costa central del sud del Vietnam. Es troba a la província de Quang Nam i hi viuen aproximadament 88.000 habitants. Està inscrita a la llista del Patrimoni de la Humanitat de la UNESCO des del 1999.

## Història
La ciutat tenia el port més gran en el Sud-est d'Àsia, en el segle i era conegut com a Lam AP Pho (Ciutat de Champa). Entre els segles VII i X els Champes controlaven l'estratègic "comerç de les espècies", i amb això es va produir una enorme riquesa.